# Clavija grandis
Clavija grandis är en viveväxtart som beskrevs av Joseph Decaisne. Clavija grandis ingår i släktet Clavija och familjen viveväxter. Inga underarter finns listade i Catalogue of Life.